# Silver Jubilee Bridge
Silver Jubilee Bridge (původně Runcorn Bridge nebo Runcorn-Widnes Bridge) je obloukový silniční most spojující města Runcorn a Widnes v blizkosti anglického města Liverpool. Je to největší obloukový most v Velké Británii.
První silniční most, který překlenul řeku Mersey a Manchester Ship Canal u Runcornu a Widnesu, byl gondolový most Widnes-Runcorn Transporter Bridge. Most byl postaven v letech 1901 – 1905 a vyprojektoval jej byl britský inženýr John Webster. Most byl visutý, hlavní rozpětí mělo délku 304 m. Po dokončení se stal prvním gondolovým mostem ve Velké Británii a největším svého druhu na světě. Zničen byl v roce 1961.
Výstavba současného mostu započala dne 25. dubna 1956 a dopravě začal sloužit 21. července 1961. Celková délka mostu činí 482 m. Hlavní rozpětí s délkou 330 m je v současnosti nejdelším obloukovým rozpětím ve Velké Británii. Boční rozpětí jsou 76 m dlouhá. Mezi lednem 1975 a březnem 1977 byl most rozšiřován; vozovka tak dosáhla na současných 13,5 m a byl přistavěn chodník pomocí konzolí o šířce 1,75 m. Po této rekonstrukci byl přejmenován na Silver Jubilee Bridge.